# Dana Scully
Dana Katherine Scully (ur. 23 lutego 1964) – agentka specjalna FBI, fikcyjna bohaterka serialu Z Archiwum X oraz dwóch filmów: Z Archiwum X: Pokonać przyszłość i Z Archiwum X: Chcę wierzyć, odtwarzana przez aktorkę Gillian Anderson.
Scully wraz ze swoim partnerem, agentem specjalnym Foxem Mulderem, pracuje w komórce zwanej "Archiwum X", w której gromadzone są sprawy dziwne, nietypowe i najczęściej do końca nie rozwiązane.

## Opis postaci
Scully pochodzi z rodziny katolickiej, ale sama nie jest zbyt religijna. Jest córką Margaret "Maggie" i Williama "Billa" Scullych. Jej ojciec był oficerem marynarki, zmarł w 13. odcinku pierwszego sezonu na serce. Dana ma troje rodzeństwa: starszą o dwa lata siostrę Melissę "Missy", starszego brata Billa oraz młodszego Charlesa. O braciach nie wiadomo zbyt wiele. Missy została postrzelona przez Kryceka zamiast Dany w 1. odcinku trzeciego sezonu; w następnym odcinku zmarła.
Scully uzyskała dyplom z fizyki na University of Maryland, College Park. Jest też doktorem medycyny, specjalizuje się w medycynie sądowej. Po ukończeniu studiów wstąpiła do Akademii FBI. Uzyskawszy stopień agenta specjalnego, rozpoczęła pracę jako wykładowca na Akademii. W roku 1992 została przydzielona do pracy w Archiwum X – jako twardo stąpający po ziemi naukowiec miała pilnować i hamować swojego nowego partnera Foxa Muldera. Od drugiego sezonu ich przełożonym jest Zastępca Dyrektora Departamentu FBI Walter Skinner.
Scully nie okazała się jednak posłuszna zaleceniom przełożonym i wkrótce zyskała zaufanie Muldera. Duet, dzięki pełnej otwartości na sprawy niezwykłe Muldera i naukowemu podejściu Scully, odnosił duże sukcesy i zdołał rozwiązać wiele spraw. Gdy zaczęli odkrywać zbyt wiele, przełożeni odsunęli ich od Archiwum X i przydzielili do oddzielnych zajęć. Scully powróciła na stanowisko wykładowcy na Akademii. Gdy posunięcie to okazało się niewystarczające do powstrzymania agentów, Scully zniknęła w tajemniczych okolicznościach na trzy miesiące. Powróciła w tajemniczych okolicznościach, jej stan był krytyczny, była w śpiączce. Między innymi dzięki nieugiętej postawie Muldera zdołano przywrócić ją do zdrowia.
Wkrótce odkryła wszyty na karku tajemniczy mikroprocesor. Jego usunięcie wywołało u niej chorobę nowotworową nosogardła. Wyzdrowiała jednak po odkryciu przez Muldera, że przyczyną choroby było usunięcie implantu.
Niedługo po tych wydarzeniach Scully odkryła, iż kolejnym efektem jej zniknięcia jest bezpłodność, jako że "ukradziono" wszystkie komórki jajowe jej i innych porwanych kobiet. Komórki używane były do eksperymentów z tworzeniem ludzko-pozaziemskich hybryd – takich jak trzyletnia Emily, biologiczna córka Scully, której istnienie agentka odkryła przypadkiem. Scully chciała adoptować dziewczynkę; niestety Emily wkrótce umarła na anemię hemolityczną autoimmunizacyjną.
Okazało się jednak, że Mulder odnalazł wcześniej w tajnym laboratorium fiolki z pobranymi od Scully komórkami jajowymi. Dzięki temu Scully mogła poddać się sztucznemu zapłodnieniu, co jednak nie przyniosło oczekiwanego rezultatu i agentka porzuciła nadzieję na zostanie matką. Jednak po tajemniczym zniknięciu Muldera na wiosnę 2000 odkryła, że jest w ciąży. Ukrywała to przed przełożonymi i nowym partnerem Johnem Doggettem w obawie przed odsunięciem od pełnionych obowiązków, uniemożliwiającym odnalezienie zaginionego Muldera.
Wkrótce po odnalezieniu się Muldera na świat przyszedł ich syn, William. Niemowlę wykazywało umiejętności paranormalne (telekineza) związane najpewniej z obecnością i aktywnością pozaziemskiego DNA. Zarówno przed, jak i po swoich narodzinach William wraz z matką był obiektem zainteresowania ludzi związanych z rządową konspiracją. W końcu Scully uznała, że mimo wysiłków nie jest w stanie zapewnić synowi bezpieczeństwa, i zdecydowała się oddać go do adopcji, kiedy miał około roku.
Krótko po narodzinach Williama Mulder, dla dobra własnego, Scully i dziecka, musiał zacząć się ukrywać. Gdy został odnaleziony, niesłusznie oskarżony o morderstwo i skazany na śmierć, do akcji wkroczyli przełożeni agentów, Walter Skinner i Alvin Kersh, oraz nowi pracownicy Archiwum X, John Doggett i Monica Reyes, którzy pomogli mu w nielegalnym wydostaniu się z rządowego więzienia. Scully dołączyła do Muldera i oboje agenci uciekli.

## Aktorki
- Gillian Anderson
- młodsza wersja:
  - Tegan Moss
  - Joey Shea
  - Zoe Anderson
- Arlene Pileggi, Christine Lyons, Michelle Chaldu (dublerki Gillian Anderson)